# Zawistowszczyzna
Zawistowszczyzna – wieś w Polsce położona w województwie podlaskim, w powiecie sokólskim, w gminie Sokółka.
Wieś królewska ekonomii grodzieńskiej położona była w końcu XVIII wieku  w powiecie grodzieńskim województwa trockiego. W latach 1975–1998 miejscowość administracyjnie należała do województwa białostockiego.
Wierni kościoła rzymskokatolickiego należą do parafii Wniebowzięcia Najświętszej Maryi Panny w Sokółce.